# Manuel Lourenço da Silva
Manuel Lourenço da Silva (Paraíba,  — Fortaleza, 25 de julho de 1851) foi militar e político brasileiro. Era filho do capitão de milícias Tomás Lourenço da Silva, natural de Portugal, e de Rosa Maria Teles de Melo, paraibana.
Casou-se em 12 de maio de 1805 com Maria do Carmo Sabina, irmã de José de Castro e Silva, de João Facundo de Castro Meneses e de Manuel do Nascimento Castro e Silva, aliando-se assim a uma das famílias mais influentes do Ceará. Deste casamento nasceram treze filhos, dentre os quais:
- Teresa da Silva (1815 - 1874), casada com o capitão João da Rocha Moreira, vice-presidente da província do Ceará;
- Tomás Lourenço da Silva Castro (1806 - 1881);
- José Lourenço de Castro e Silva (1808 - 1874).

Exerceu diversos cargos públicos, como membro suplente do antigo Conselho da Província do Ceará e deputado provincial no primeiro biênio da assembleia da mesma província. Ao falecer, exercia o cargo de conferente da Alfândega, no que foi substituído por Manuel Franklin do Amaral (pai do Barão de Canindé).
Manuel Lourenço e Maria do Carmo sucumbiram à epidemia de febre amarela que assolou a capital cearense entre 1851 e 1853, tendo a segunda falecido vinte e dois dias após o primeiro. Ambos foram sepultados no extinto cemitério de São Casemiro, onde hoje está a estação João Felipe, em Fortaleza.